# Treis-Sants-en-Ouche
Treis-Sants-en-Ouche ist eine französische Gemeinde mit 1.334 Einwohnern (Stand: 1. Januar 2022) im Département Eure in der Region Normandie. Sie gehört zum Arrondissement Bernay und zu den Kantonen Breteuil (Ortschaft Saint-Quentin-des-Isles) und Bernay (Ortschaften Saint-Aubin-le-Vertueux und Saint-Clair-d’Arcey).
Treis-Sants-en-Ouche entstand mit Wirkung vom 1. Januar 2019 als Commune nouvelle durch die Zusammenlegung der bis dahin selbstständigen Gemeinden Saint-Aubin-le-Vertueux, Saint-Clair-d’Arcey und Saint-Quentin-des-Isles, die in der neuen Gemeinde jeweils den Status einer Commune déléguée besitzen. Der Verwaltungssitz befindet sich im Ort Saint-Aubin-le-Vertueux.

## Gliederung
| Ortsteil                                  | ehemaliger INSEE-Code | Fläche (km²) | Einwohnerzahl zum 1. Januar 2022 |
| ----------------------------------------- | --------------------- | ------------ | -------------------------------- |
| Saint-Aubin-le-Vertueux (Verwaltungssitz) | 27516                 | 15,12        | 787                              |
| Saint-Clair-d’Arcey                       | 27523                 | 11,61        | 336                              |
| Saint-Quentin-des-Isles                   | 27600                 | 04,00        | 211                              |

## Geographie
Treis-Sants-en-Ouche liegt rund 40 Kilometer ostsüdöstlich des Stadtzentrums von Le Havre. Nachbargemeinden sind Bernay im Norden, Fontaine-l’Abbé im Osten und Nordosten, Corneville-la-Fouquetière im Osten, Mesnil-en-Ouche im Süden, Ferrières-Saint-Hilaire im Südwesten, Grand-Camp im Westen und Südwesten sowie Caorches-Saint-Nicolas im Nordwesten.

## Sehenswürdigkeiten

### Saint-Aubin-le-Vertueux
- Kirche Saint-Aubin
- Kapelle Notre-Dame
- Schloss Le Houlley

### Saint-Clair-d’Arcey
- Kirche Saint-Clair, Monument historique

### Saint-Quentin-des-Isles
- Kirche Saint-Quentin
- Schloss von Saint-Quentin aus dem 19. Jahrhundert
- Mühle von Le Fay

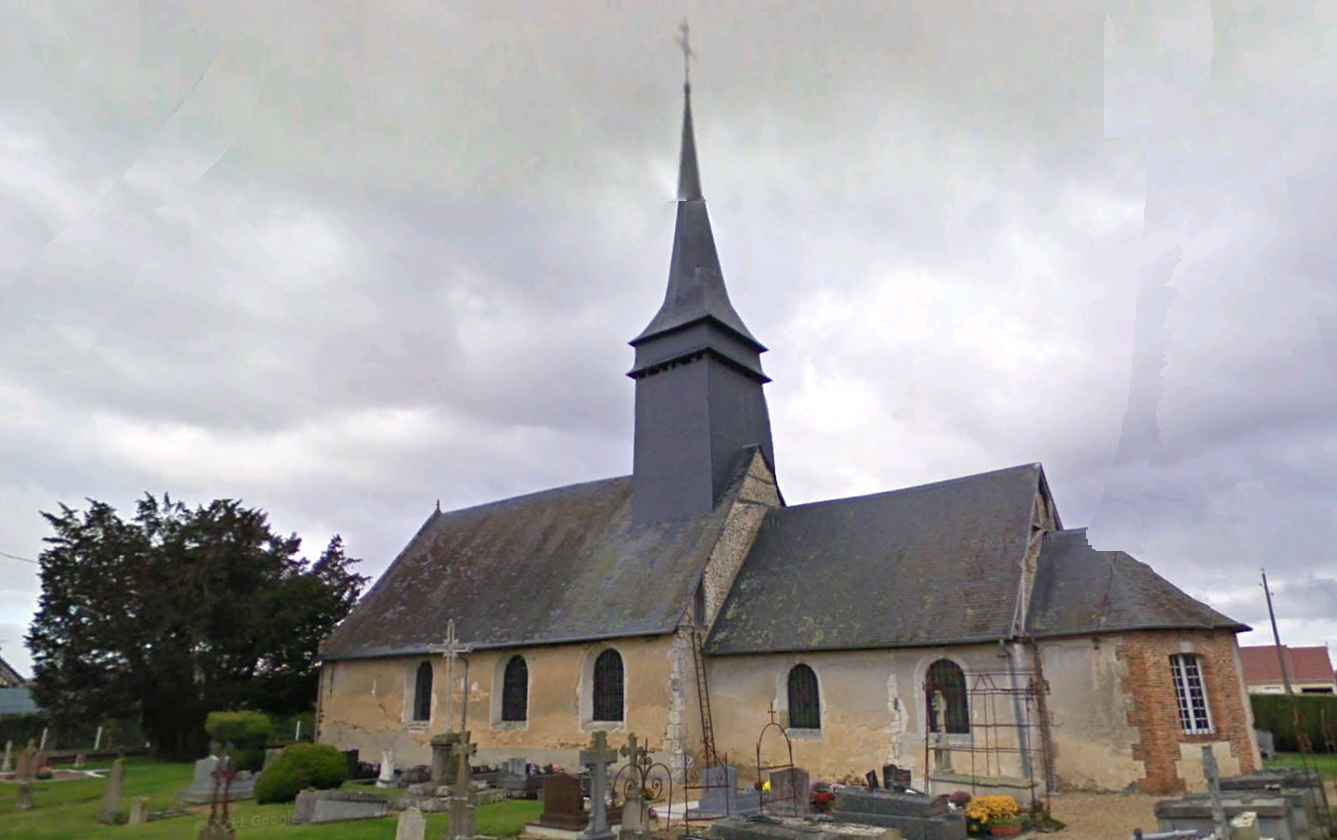
Kirche Saint-Clair
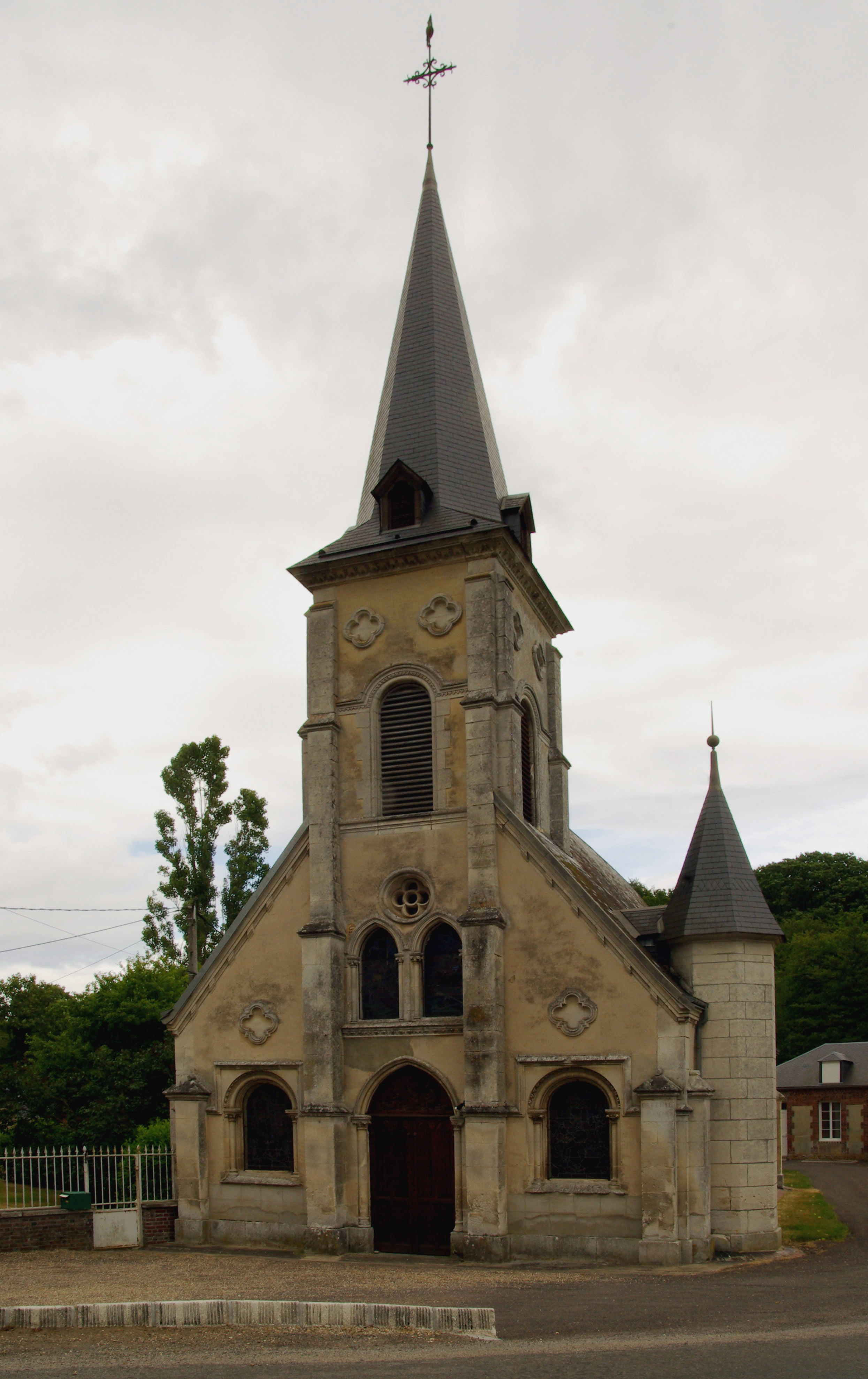
Kirche Saint-Quentin
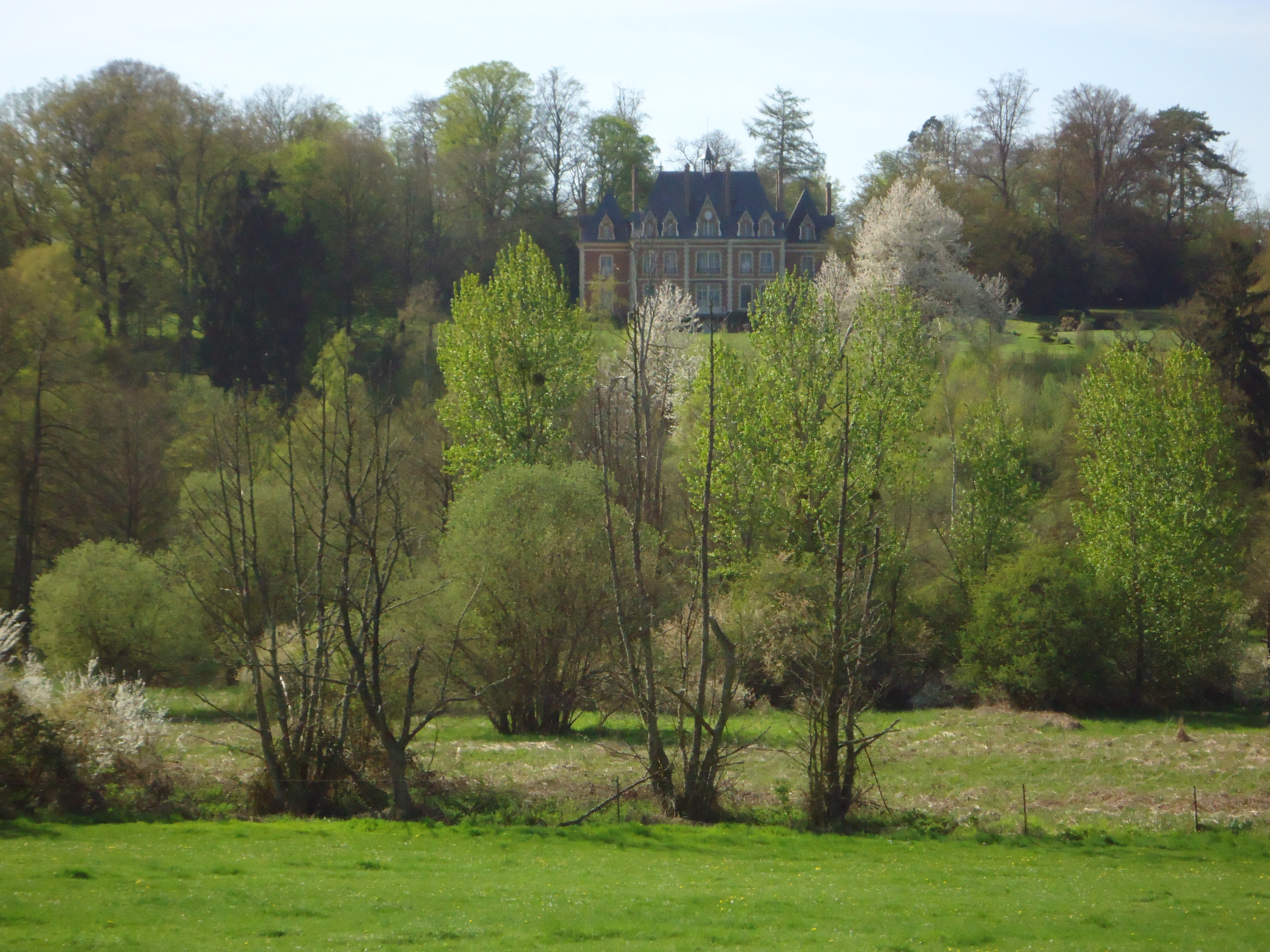
Schloss Saint-Quentin
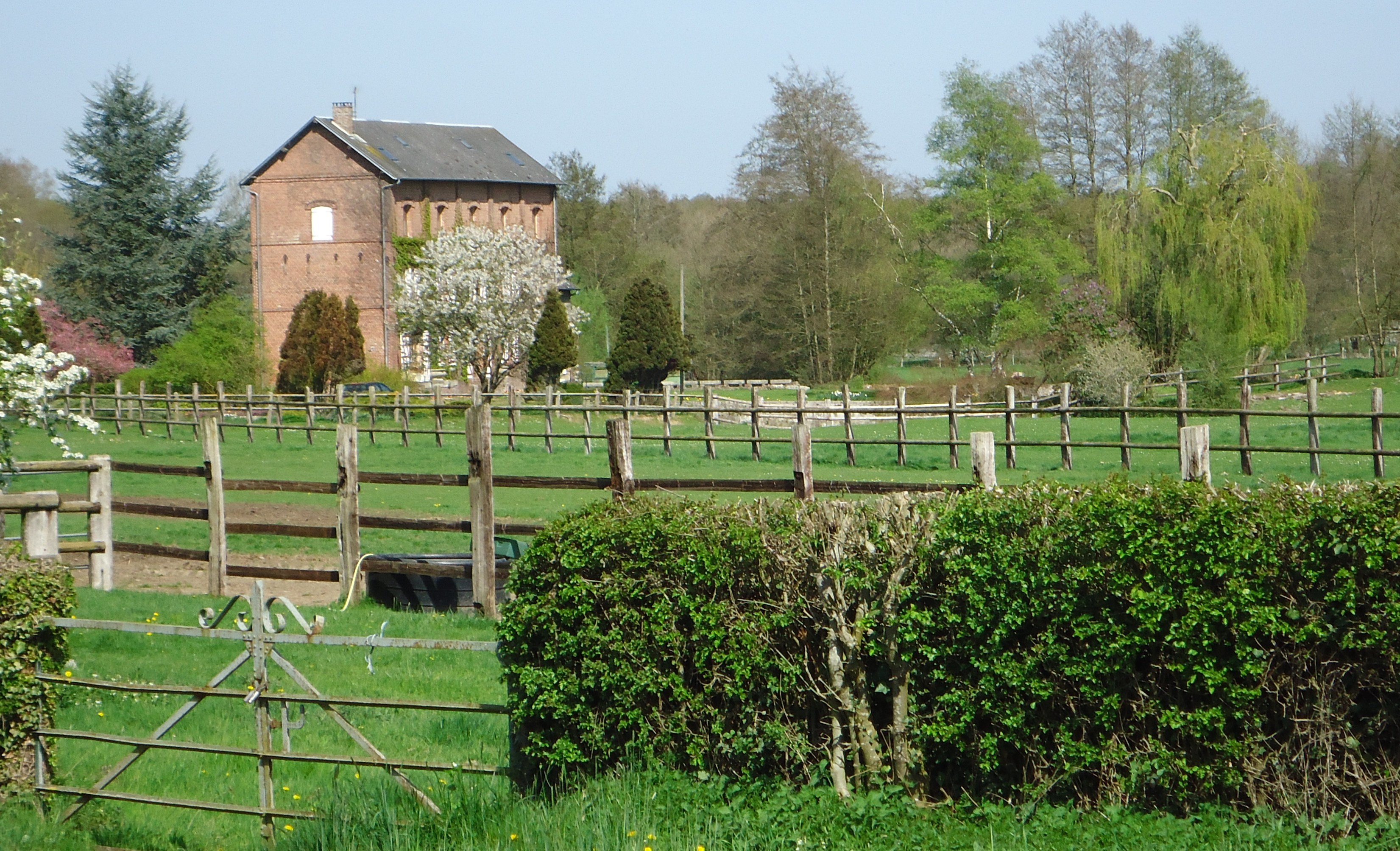
Mühle von Le Fay